# PECOTA
PECOTAは、「Pitcher Empirical Comparison and Optimization Test Algorithm」（投手の経験的比較と最適化試験アルゴリズム）の頭字語であり、1980年代にカンザスシティ・ロイヤルズでプレーした内野手、ビル・ペコタの名に因んだバクロニムである。メジャーリーグベースボール（MLB）に所属するプロ野球選手の将来の成績を予測して統計学的見地から分析するセイバーメトリクスの手法であり、ネイト・シルバーが開発し、ベースボール・プロスペクタスの2003年版から導入された。シルバーは2003年から2009年にかけ、野球のシーズンのPECOTA予測を担当した。2009年春にベースボール・プロスペクタスはシルバーから成績を予測する責任を引き受けており、2010年からはシルバーは予測に関して一切関与していない。
2003年以来、PECOTAの成績予測はウェブサイト上のBaseballProspectus.comと、ベースボール・プロスペクタスが出版している本でより詳しく、この両方で毎年データが公開されてきた。NFLのKUBIAK、NBAのSCHOENE、NHLのVUKOTAのように、他のプロスポーツの成績予測システムにも反映されている。
PECOTAは特に「ファンタジーベースボール」の愛好者らによって活用されており、選手の市場価値の評価も行っている。PECOTAの理論と方法論の基礎はいくつかの刊行物に記載されているが、詳細式は他には公開されていない。

## 方法論

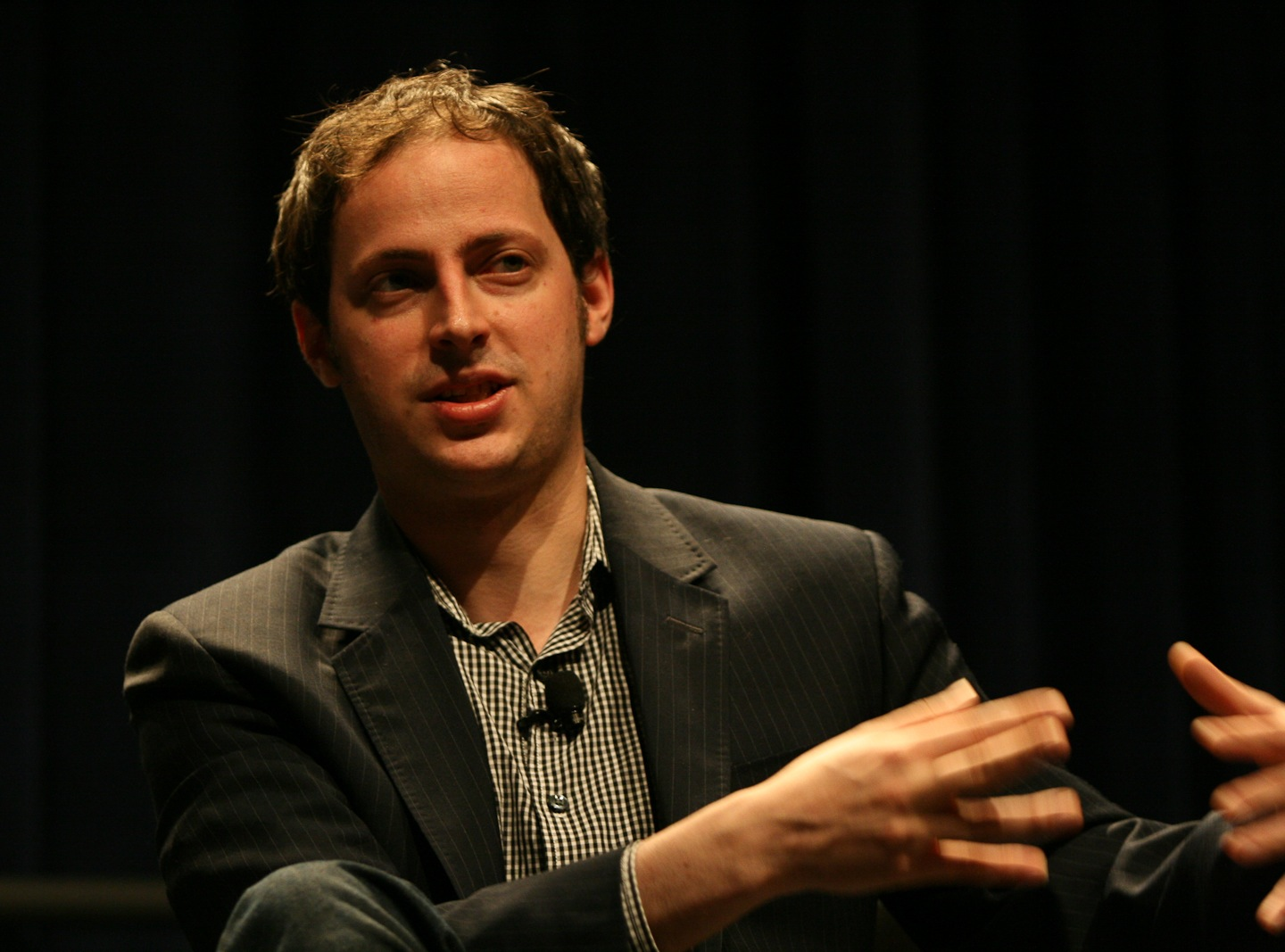
2003年、25歳の時に「PECOTA」システムを公開したネイト・シルバー。2009年にはタイム誌によって「世界で最も影響力がある100人」に選ばれた（写真は2009年）

PECOTAはまず最初にネイト・シルバーによって2003年3月19日に公開された。シルバーはPECOTAの基本的な考え方は、ビル・ジェームズが開発した類似性スコアとゲイリー・ハッカベイが開発したVlad（ベースボール・プロスペクタスで過去に採用されていた選手の成績を予測するシステム）を融合されたものだと述べている。
第二次世界大戦終結後のシーズンで成績を残したほぼ全員のメジャーリーガーまたはマイナーリーガーの一人と現役のプロ野球選手を比較することで算出する。現役選手と類似する過去の選手を決定する際には、生産メトリクス（打率、四球の割合、三振の割合等）、使用状況メトリクス（打席数、投球回等）、表現型特性（身長、体重、年齢等）、守備位置（内野手、投手等）という4つの異なる要因が考慮される。
PECOTAの類似性スコアは3シーズンという期間を設定して成績を比較している。例えば、現役選手の35歳から37歳までの成績をパークファクターや所属リーグの違いを考慮した上で、比較対象となる過去の選手の35歳から37歳までの成績と比較する。この点で、ある年齢までの通算成績全体を評価しているBaseball-Reference.com等で参照することが出来るビル・ジェームズが開発した類似性スコアとは異なる。
投手の場合は守備の影響等を排除した防御率（DIPS）の概念を重視して将来の成績を予測している。シルバーは防御率等の予測の精度を高めるために、1946年以降にメジャーリーグベースボール（MLB）に所属した全投手の成績を調査する目的で分散アルゴリズムを設計した。彼は将来の防御率を予測するために、過去の防御率を見るのは間違いだとしている。そして、これにかなりの差を付けて最も予測に役立つ成績指標なのが奪三振率と与四球率だとしている。
その代わりとして、現役選手の将来の成績（打率、本塁打、三振等）の点推定を作成することに焦点を合わせた。PECOTAは現役選手の今後5シーズンの成績を予測するために、比較対象となる過去の選手の実際の成績に依拠して確率分布を生成している。

## 代替予測システム
他の主要な成績予測システムの多くは同程度の過去の選手との比較は行っていない。代わりに、多くが選手自身の過去の実際の成績に依拠して予測を行っている（典型例として選手自身の過去の3シーズンの成績に加重平均を使用している）。PECOTAと同様に、加齢とパークファクターと平均回帰が考慮されている。また、アメリカンリーグとナショナルリーグの違いも考慮され、調整されている。
クリーブランド・インディアンスは2000年春に、MLBに所属する全選手やMLB球団傘下のマイナーリーグ（Milb）に所属するトップ選手の成績予測を目的として「ダイヤモンドビュー」と呼ばれる独自のデータベースを構築した。ピッツバーグ・パイレーツも2008年から2009年にかけてスカウティングレポート、医療情報、契約情報、成績統計や成績予測を統合した独自のデータベース「MITT」を開発中であることが報道された。

## 精度
PECOTAは主に選手個別の成績を予測するために使用されているものであるが、チーム成績の予測にも適用された。デビッド・テイトが考案し、キース・ウルナーが開発した「マージナルラインナップ値」は打線がどのくらい得点を稼げるかを予測したものである。チームの期待勝利数は仮定のロースターによる得点数や失点数を推定し、それを元にビル・ジェームズのピタゴラス勝率の改良版を使用して算出している。
PECOTAはシーズン前にチームが何勝分を見込めるか、或いはシーズン半ばのシミュレーションで各チームが何勝分を見込めてプレーオフにはどのくらいの確率で進出出来るかを予測する際に使用されている。
2006年には、PECOTAのシーズン前の予測はシーズン中のチームの獲得勝利数を予測する他システム（ラスベガスのベッティングシステム含む）と比較され、その精度の高さから好意的に評価された。ウェブサイトのベガス・ウォッチは独自評価で、2008年のMLBチームの勝利数を予測した代表的な予測システムの中でPECOTAが最も誤差が少なかったというデータを示した。
PECOTAの生みの親であるネイト・シルバーが2008年合衆国大統領選挙で両候補の勝敗を合衆国50州のうち49州で的中させ、2012年合衆国大統領選挙では両候補の勝敗を全50州で的中させる正確な予測を行ったことでセイバーメトリクスの注目度が高まり、彼自身も名声を高めることに成功した。